# 미셸 프랑코
미셸 프랑코(영어: Michel Franco 1979년 8월 28일 ~ )는 멕시코의 영화 감독, 영화 제작자이다. 영화 《애프터 루시아》로 2012년 칸 영화제 주목할 만한 시선 대상을 수상했다.

## 작품 목록
- 다니엘 & 아나 (2009)
- 애프터 루시아 (2012)
- 크로닉 (2015)
- 에이프릴의 딸 (2017)
- 뉴 오더 (2020)
- 썬다운 (2021)
- 메모리 (2023)
- 드림스 (2025)